# Mugnano del Cardinale
Mugnano del Cardinale är en ort och kommun i provinsen Avellino i regionen Kampanien i Italien. Kommunen hade 5 270 invånare (2017).